# Vicariat apostolique de Savannakhet

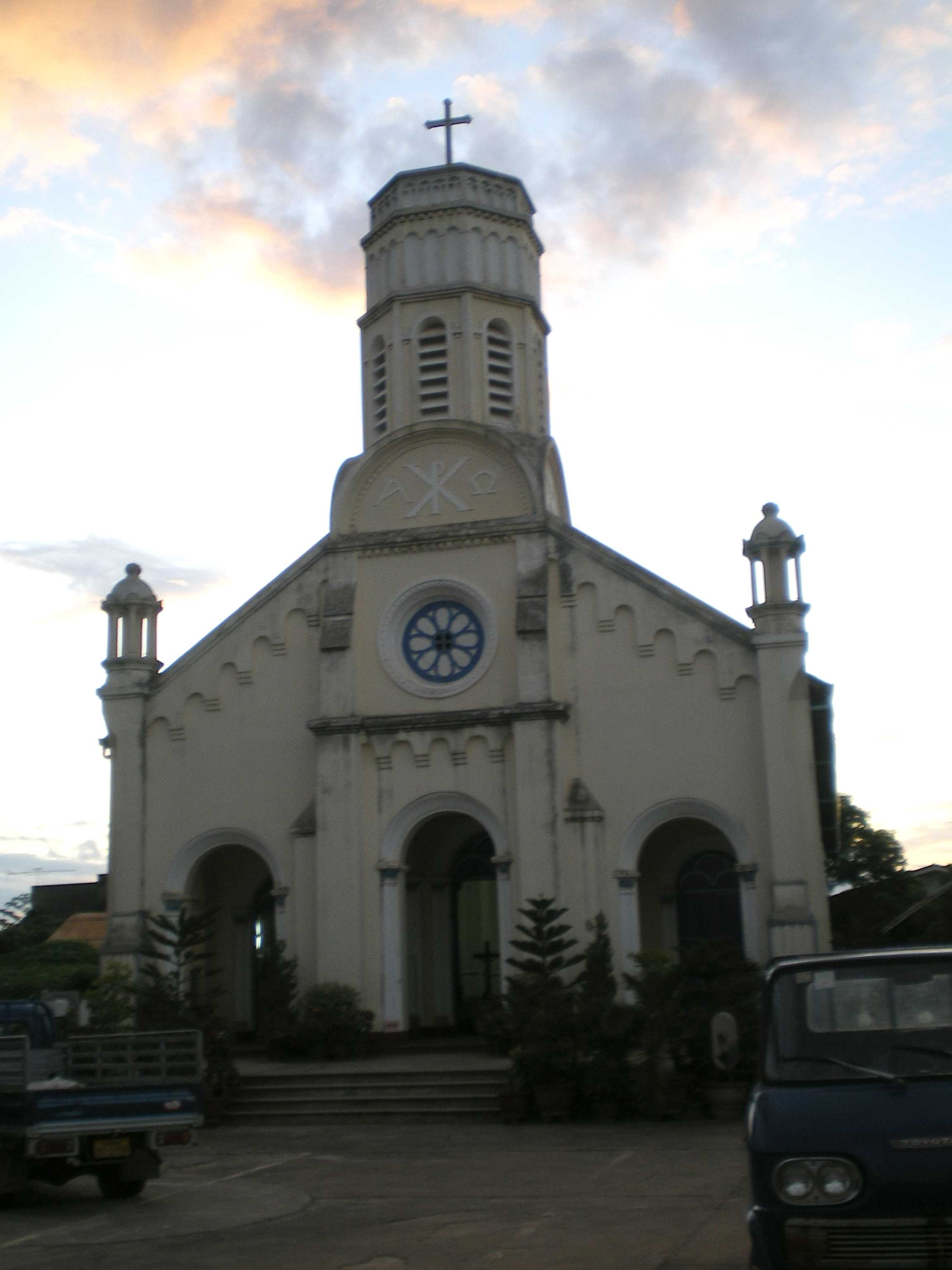
Cocathédrale Sainte-Thérèse de Savannakhet.

Le vicariat apostolique de Savannakhet (Vicariatus apostolicus savannakhetensis) est un siège de l'Église catholique au Laos, dépendant directement du Saint-Siège. En 2010, il comptait 13.565 baptisés pour 1.325.966 habitants. Il est aujourd'hui dirigé par Mgr Jean-Marie-Vianney Prida Inthirath.

## Territoire

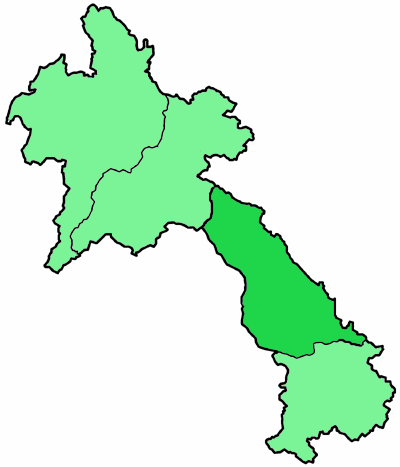
Carte du Laos montrant le territoire du vicariat.

Le diocèse comprend trois provinces laotiennes : Savannakhet, Khammouane et Bolikhamxai.
Le siège du vicariat se trouve à Thakhek, à la cathédrale Saint-Louis, tandis qu'à Savannakhet se trouve la cocathédrale Sainte-Thérèse de style néo-roman, construite à l'époque de l'Indochine française.
Le territoire est partagé en 49 communautés de base.

## Historique

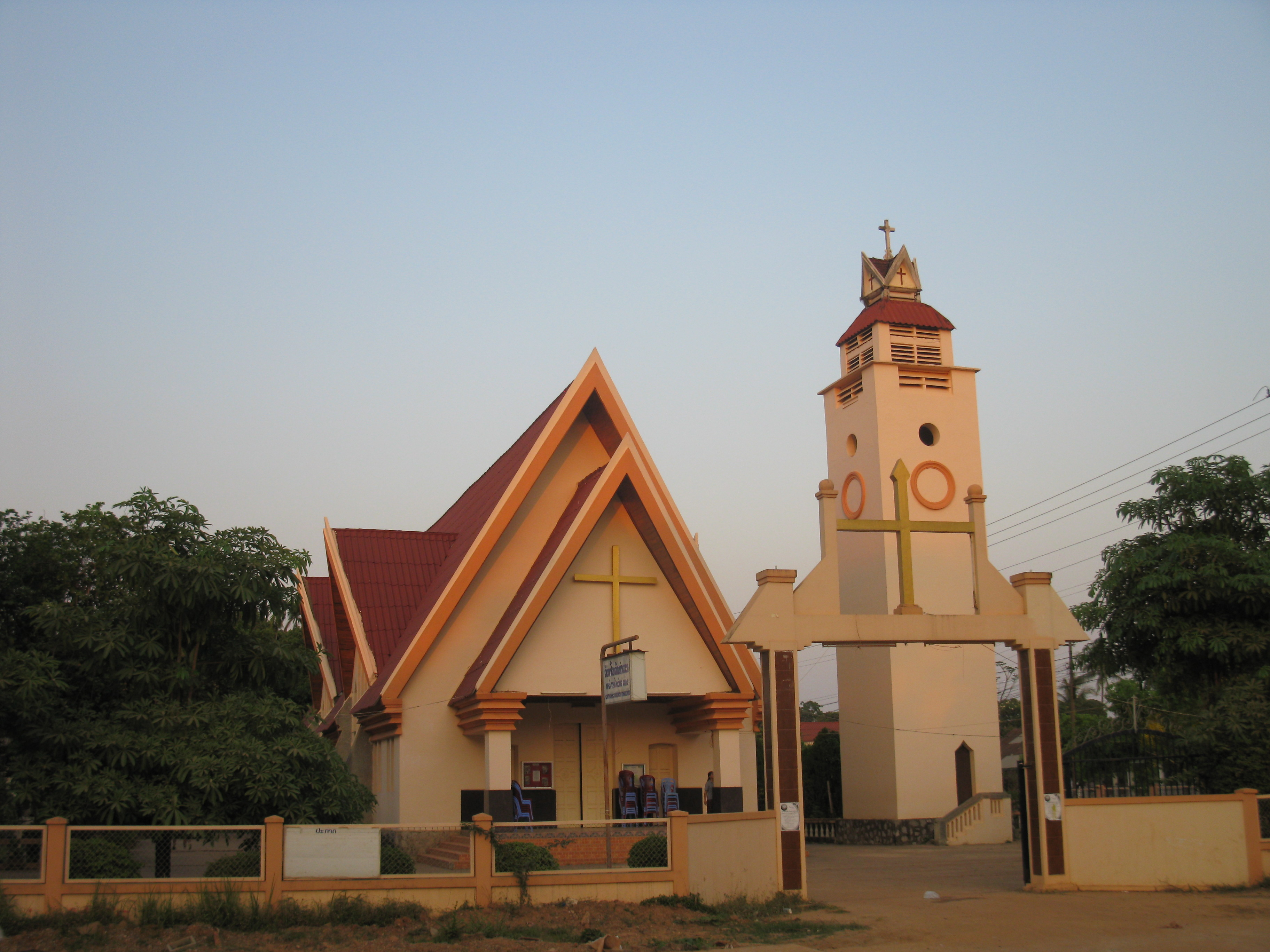
Église de Thakheh.

La préfecture apostolique de Thakheh a été érigée le 21 décembre 1950 par la bulle Majus sane catholicae de Pie XII, recevant son territoire du vicariat apostolique du Laos (aujourd'hui archidiocèse de Thare et Nonseng (en)). Le pays prend son indépendance en 1953 et tombe dans la guerre civile sur fond de guerre d'Indochine.
Le 24 février 1958, cette préfecture apostolique a été élevée en vicariat apostolique par la bulle Qui ad Ecclesiae du même Pie XII. Le 27 avril 1961, le Serviteur de Dieu Noël Tenaud M.E.P. y trouve la mort en martyr avec son catéchiste laotien Joseph Outhay.
Le vicariat a pris son nom actuel le 26 novembre 1963.
Le 12 juin 1967, il a cédé le sud de son territoire au nouveau vicariat apostolique de Paksé. En 1975, les troupes communistes du Pathet Lao s'emparent de tout le pays et poursuivent une politique de persécution anti-chrétienne systématique qui va durer une quinzaine d'années. Tous les missionnaires sont renvoyés. L'étau se desserre dans le courant des années 1990, laissant place à des discriminations administratives et politiques.
En 2010, ce vicariat n'accueille plus que six prêtres aidés d'une cinquantaine de religieuses.

## Ordinaires
- Jean-Rosière-Eugène Arnaud (pl), m.e.p. (17 juillet 1950 - 10 octobre 1969 démission)
- Pierre Bach, m.e.p. (28 juin 1971 - 10 juillet 1975 démission)
- Jean-Baptiste Outhay Thepmany (10 juillet 1975 - 21 avril 1997 démission)
- Jean Sommeng Vorachak  (21 avril 1997 - 14 juillet 2009 décédé)
- Jean-Marie-Vianney Prida Inthirath, depuis le 9 janvier 2010